# Roko Prkačin
Roko Prkačin (26. studenoga 2002.) hrvatski je profesionalni košarkaš, igra za Cibonu te je od 2020. kapetan seniorske momčadi Cibone. S hrvatskom kadetskom košarkaškom reprezentacijom (do 16) osvojio je zlatnu medalju na Europskom prvenstvu 2018. u Srbiji. 4. siječnja 2019. Prkačin je priključen prvoj momčadi Cibone. Roko je prvo od petero djece svoje majke Katarine Prkačin i oca Nikole Prkačina. Prvi razred je završio u XI. gimanziji u Zagrebu, a svoje obrazovanje nastavlja u Privatnoj sportskoj i jezičnoj gimnaziji Franjo Bučar. 
20. kolovoza 2018. između Cibone, Rudeša i Nikše Prkačina dogovorena je suradnja o posudbi Roka u seniorsku momčad prvoligaša KK Rudeša, kluba 
koji isključivo razvija mlade igrače.